# Will and the People
Will and the People ist eine britische Rock-Gruppe aus London, die 2010 gegründet wurde. Die Band besteht aus Frontmann Will Rendle, Schlagzeuger Charlie Harman, Keyboarder Jim Ralphs und Bassist Jamie Rendle.
Die Band vereint Einflüsse aus Reggae und Rock, vermischt dies aber immer wieder mit Einflüssen aus Ska und Punk. Sie selbst bezeichnet ihren Musikstil oftmals schlichtweg als „mixed“.
Die Band ist aktuell bei Baggy Trouser Music unter Vertrag.

## Geschichte
Will and the People wurde 2010 gegründet, nachdem sich die Bandmitglieder auf dem Glastonbury Festival kennengelernt hatten. Schon am 18. Mai 2012 veröffentlichte das Quartett ihr nach der Band benanntes Debütalbum, welches auf Anhieb großen Erfolg in den Niederlanden erreichen konnte. Das Album war zwischenzeitlich auf Platz 10 der niederländischen Charts, das Lied Lion in the Morning Sun avancierte zu einem kleinen Hit und erreichte Platz 10 der Top 100, Platz 9 in den Top 40 und war in der 19. Kalenderwoche des Jahres 2012 auch 3FM Megahit auf dem niederländischen Sender 3FM.
An diesen Erfolg konnte weder das 2013 erschienene Album Friends, noch das 2014 veröffentlichte Whistleblower anknüpfen.
Schon 2011 und 2012 traten Will and the People auf dem Lowlands-Festival auf. Auftritte beim Pinkpop 2012 und 2013 sowie dem Lott-Festival 2014, auf weiteren Festivals und Touren in Großbritannien, Europa und Australien folgten.
Im Oktober 2015 spielten die Londoner außerdem in Hollywood ihr erstes Konzerte in den USA.
Die Band bietet auf ihrer Website Cover-Versionen und Live-Mitschnitte gratis zum Download an.

## Diskografie
Alben
- 2012: Will and the People
- 2013: Friends
- 2014: Whistleblower
- 2020: B-Sides Collection
- 2021: Past The Point Of No Return

Singles
- 2010: Addicted[5]
- 2010: Mr. Sketchy
- 2011: Yellow
- 2012: Lion in the Morning Sun
- 2012: No Shame
- 2012: Salamander
- 2012: The Game
- 2013: Holiday
- 2013: Eyes
- 2013: Walking in the Air
- 2014: Angel Sky (From the Hit)
- 2016: Wasting Time
- 2019: Gigantic